# BBC World News

logo

BBC World News je mezinárodní placená televizní stanice vytvořená britským veřejnoprávním vysílatelem BBC. Její program je zpravodajsko-publicistický. Vznikla v roce 1991 jakožto BBC World Service Television, v roce 1995 byla přejmenována na BBC World a od roku 1998 nese současný název. Je součástí komerční divize BBC a není placena z peněz britských koncesionářů, financuje se výhradně z předplatného a reklamy (proti tomu analogické rozhlasové vysílání BBC World Service bylo až do roku 2014 placeno ministerstvem zahraničních věcí Spojeného království). Program je nicméně vytvářen v součinnosti s BBC News (dříve znám jako BBC News 24), kterou tvoří BBC na britském trhu jako veřejnou službu. BBC World News se snaží konkurovat stanicím jako CNN International, Deutsche Welle apod. Dostupná je ve 200 zemích světa, většinou přes kabel nebo satelit. Vedle BBC World News existují ještě další dva mezinárodní zpravodajské kanály BBC: BBC Persian Television a BBC Arabic Television. Na britském trhu jako veřejnou službu BBC poskytuje BBC News a BBC Parliament, s přenosy z britského parlamentu. Krom toho existují ještě joint venture stanice, na tvorbě jejichž obsahu se BBC podílí nebo poskytuje značku (BBC America apod.)